# Hofkirchen (Laberweinting)
Hofkirchen ist ein Ortsteil der Gemeinde Laberweinting und Pfarrdorf im niederbayerischen Landkreis Straubing-Bogen.

## Lage
Hofkirchen liegt etwa drei Kilometer südlich von Laberweinting am Bayerbacher Bach und fünf Kilometer östlich von Mallersdorf.

## Geschichte
Im Jahr 1145 belegt eine Urkunde von Papst Eugen III, dass die Besitzungen des Regensburger Hochstifts die Besitzungen in „Hovenchirchen“ unter seinen Schutz stellt.
Im Jahre 1890 zählte Hofkirchen 171 Einwohner, im Jahr 1910 waren es 175. Hofkirchen war bis zur Gebietsreform eine selbstständige Gemeinde im 1972 aufgelösten Landkreis Mallersdorf. Am 1. Mai 1978 wurde Hofkirchen nach Laberweinting im Landkreis Straubing-Bogen eingemeindet.

## Bürgermeister von Hofkirchen
- Alois Guggenberger, Hofkirchen vom 1. Januar 1956 bis 17. Juli 1956 († 17. Juli 1956)
- Josef Schiegl, Haimelkofen vom 29. September 1956 bis 30. November 1962 († 12. Juli 1969)
- Johann Schedl, Osterham vom 1. Dezember 1962 bis 30. April 1978 († 30. September 1997)

## Persönlichkeiten
- Theodor Ebner (* 26. September 1916 in Oberholzen; † 31. Dezember 2009 in Hofkirchen) war Hauptlehrer und Organist in Hofkirchen.
- Konrad Stadler (* 23. Juli 1929 in Hofkirchen; † 31. Mai 2013 in Hofkirchen) war Holzhauer, Mesner und Kirchenpfleger. Für 60 Jahre ehrenamtliche Tätigkeit wurde er 2001 mit dem Ehrenzeichen der Gemeinde Laberweinting ausgezeichnet.

## Sehenswürdigkeiten
- Die Pfarrkirche St. Petrus entstand als neuromanisches Bauwerk 1864 als Nachfolgebau einer spätgotischen, barockisierten Kirche. Die Ausstattung ist neuromanisch, barock und modern.
- Der Fernmeldeturm Hofkirchen ist ein 103 Meter hoher Fernmeldeturm der Deutschen Telekom AG vom Typ FMT 12 an der SR 55 auf halber Strecke zwischen Hofkirchen und Neuhofen.
- Liste der Baudenkmäler in Hofkirchen und den anderen Bachorten

## Bildung und Erziehung
In Hofkirchen befanden sich bis 1969 eine Grund- und eine Hauptschule.